# Otruba (sielsowiet karyżski)
Otruba (ros. Отруба) – chutor w zachodniej Rosji, w sielsowiecie karyżskim rejonu głuszkowskiego w obwodzie kurskim.

## Geografia
Miejscowość położona jest 3 km od centrum administracyjnego sielsowietu karyżskiego (Karyż), 11 km od centrum administracyjnego rejonu (Głuszkowo), 126 km od Kurska.

## Demografia
W 2010 r. miejscowość nie posiadała mieszkańców.